# Balthasar Denner
Balthasar Denner (Amburgo, 1685 – Rostock, 1749) è stato un pittore tedesco.

## Biografia
Fu attivo alle corti di Germania, Danimarca e Inghilterra, scrupoloso ritrattista ed ottimo miniaturista a smalto. Di lui ci restano molti ritratti, tra cui uno raffigurante Johann Sebastian Bach.